# Paramaribo
Paramaribo (phát âm tiếng Hà Lan: [ˌpaːraːˈmaːriboː], tên thường gọi địa phương: Par′bo) là thủ đô và thành phố lớn nhất của Suriname, nằm bên bờ sông Suriname trong huyện Paramaribo. Paramaribo có dân số chừng 241.000 người (thống kê 2012), tức khoảng nửa dân số Suriname. Vùng lõi lịch sử của Paramaribo đã được công nhận là Di sản thế giới UNESCO từ năm 2002.

## Khí hậu
Paramaribo có khí hậu xích đạo, theo phân loại khí hậu Köppen. Ở đây không có mùa khô thực sự, cả 12 trong năm có lượng mưa trung bình 60 mm, tuy thành phố có thời kỳ ẩm và khô khá rõ ràng. "Mùa thu" (tháng 9-11) là lúc khô nhất năm ở Paramaribo. Na ná những thành phố khác có chung kiểu thời tiết, nhiệt độ ổn định quanh năm, với nhiệt độ trung bình cao là 31 °C, còn trung bình thấp là 22 °C. Paramaribo hứng trung bình 2200 mm mưa hằng năm.
| Dữ liệu khí hậu của Paramaribo          | Dữ liệu khí hậu của Paramaribo | Dữ liệu khí hậu của Paramaribo | Dữ liệu khí hậu của Paramaribo | Dữ liệu khí hậu của Paramaribo | Dữ liệu khí hậu của Paramaribo | Dữ liệu khí hậu của Paramaribo | Dữ liệu khí hậu của Paramaribo | Dữ liệu khí hậu của Paramaribo | Dữ liệu khí hậu của Paramaribo | Dữ liệu khí hậu của Paramaribo | Dữ liệu khí hậu của Paramaribo | Dữ liệu khí hậu của Paramaribo | Dữ liệu khí hậu của Paramaribo |
| Tháng                                   | 1                              | 2                              | 3                              | 4                              | 5                              | 6                              | 7                              | 8                              | 9                              | 10                             | 11                             | 12                             | Năm                            |
| --------------------------------------- | ------------------------------ | ------------------------------ | ------------------------------ | ------------------------------ | ------------------------------ | ------------------------------ | ------------------------------ | ------------------------------ | ------------------------------ | ------------------------------ | ------------------------------ | ------------------------------ | ------------------------------ |
| Cao kỉ lục °C (°F)                      | 33 (91)                        | 34 (93)                        | 35 (95)                        | 37 (99)                        | 37 (99)                        | 36 (97)                        | 37 (99)                        | 37 (99)                        | 36 (97)                        | 37 (99)                        | 36 (97)                        | 36 (97)                        | 37 (99)                        |
| Trung bình ngày tối đa °C (°F)          | 30 (86)                        | 30 (86)                        | 30 (86)                        | 31 (88)                        | 30 (86)                        | 31 (88)                        | 31 (88)                        | 32 (90)                        | 33 (91)                        | 33 (91)                        | 32 (90)                        | 30 (86)                        | 31 (88)                        |
| Trung bình ngày °C (°F)                 | 26 (79)                        | 26 (79)                        | 26 (79)                        | 27 (81)                        | 27 (81)                        | 27 (81)                        | 27 (81)                        | 27 (81)                        | 28 (82)                        | 28 (82)                        | 27 (81)                        | 26 (79)                        | 27 (81)                        |
| Tối thiểu trung bình ngày °C (°F)       | 22 (72)                        | 22 (72)                        | 22 (72)                        | 22 (72)                        | 23 (73)                        | 22 (72)                        | 22 (72)                        | 23 (73)                        | 23 (73)                        | 23 (73)                        | 23 (73)                        | 22 (72)                        | 22 (72)                        |
| Thấp kỉ lục °C (°F)                     | 17 (63)                        | 17 (63)                        | 17 (63)                        | 18 (64)                        | 19 (66)                        | 20 (68)                        | 20 (68)                        | 15 (59)                        | 21 (70)                        | 20 (68)                        | 21 (70)                        | 18 (64)                        | 15 (59)                        |
| Lượng Giáng thủy trung bình mm (inches) | 200 (7.9)                      | 140 (5.5)                      | 150 (5.9)                      | 210 (8.3)                      | 290 (11.4)                     | 290 (11.4)                     | 230 (9.1)                      | 170 (6.7)                      | 90 (3.5)                       | 90 (3.5)                       | 120 (4.7)                      | 180 (7.1)                      | 2.220 (87.4)                   |
| Nguồn: Weatherbase                      |                                |                                |                                |                                |                                |                                |                                |                                |                                |                                |                                |                                |                                |